# Dierogekko
Dierogekko — рід геконоподібних ящірок родини диплодактилідів (Diplodactylidae). Представники цього роду є ендеміками Нової Каледонії.

## Види
Рід Dierogekko нараховує 9 видів:
- Dierogekko baaba Skipwith, Jackman, Whitaker, Bauer & Sadlier, 2014
- Dierogekko inexpectatus Bauer, Jackman, Sadlier & Whitaker, 2006
- Dierogekko insularis Bauer, Jackman, Sadlier & Whitaker, 2006
- Dierogekko kaalaensis Bauer, Jackman, Sadlier & Whitaker, 2006
- Dierogekko koniambo Bauer, Jackman, Sadlier & Whitaker, 2006
- Dierogekko nehoueensis Bauer, Jackman, Sadlier & Whitaker, 2006
- Dierogekko poumensis Bauer, Jackman, Sadlier & Whitaker, 2006
- Dierogekko thomaswhitei Bauer, Jackman, Sadlier & Whitaker, 2006
- Dierogekko validiclavis (Sadlier, 1988)

## Етимологія
Наукова назва роду Dierogekko походить від сполучення слова дав.-гр. διερος — спритний, жвавий і наукової назви роду Гекон Gekko Laurenti, 1768.